# Marcos Gomes de Araujo
Marcos Gomes de Araujo, född 23 mars 1976, är en brasiliansk tidigare fotbollsspelare.
Han vann skytteligan i J1 League 2008 med 21 gjorda mål på 30 matcher.